# Taishun
Taishun är ett härad som tillhör stadsprefekturen Wenzhou i Zhejiang-provinsen i östra Kina.
Befolkningen uppgick till 279 799 invånare vid folkräkningen år 2000, varav 42 711 invånare bodde i huvudorten Luoyang. Häradet var år 2000 indelat i 11 köpingar (zhèn) och 25 socknar (xiāng). 
Taishun är bland annat känt för sina mer än 900 täckta broar och för naturreservatet Wulingyan som är beläget i häradet.
- Wikimedia Commons har media som rör Taishun.